# Ожегівка
Ожегі́вка — село у Володарській селищній громаді Білоцерківського району Київської області. Засноване в 1752 році. Поряд з селом протікає річка Тарган.

## До історії села

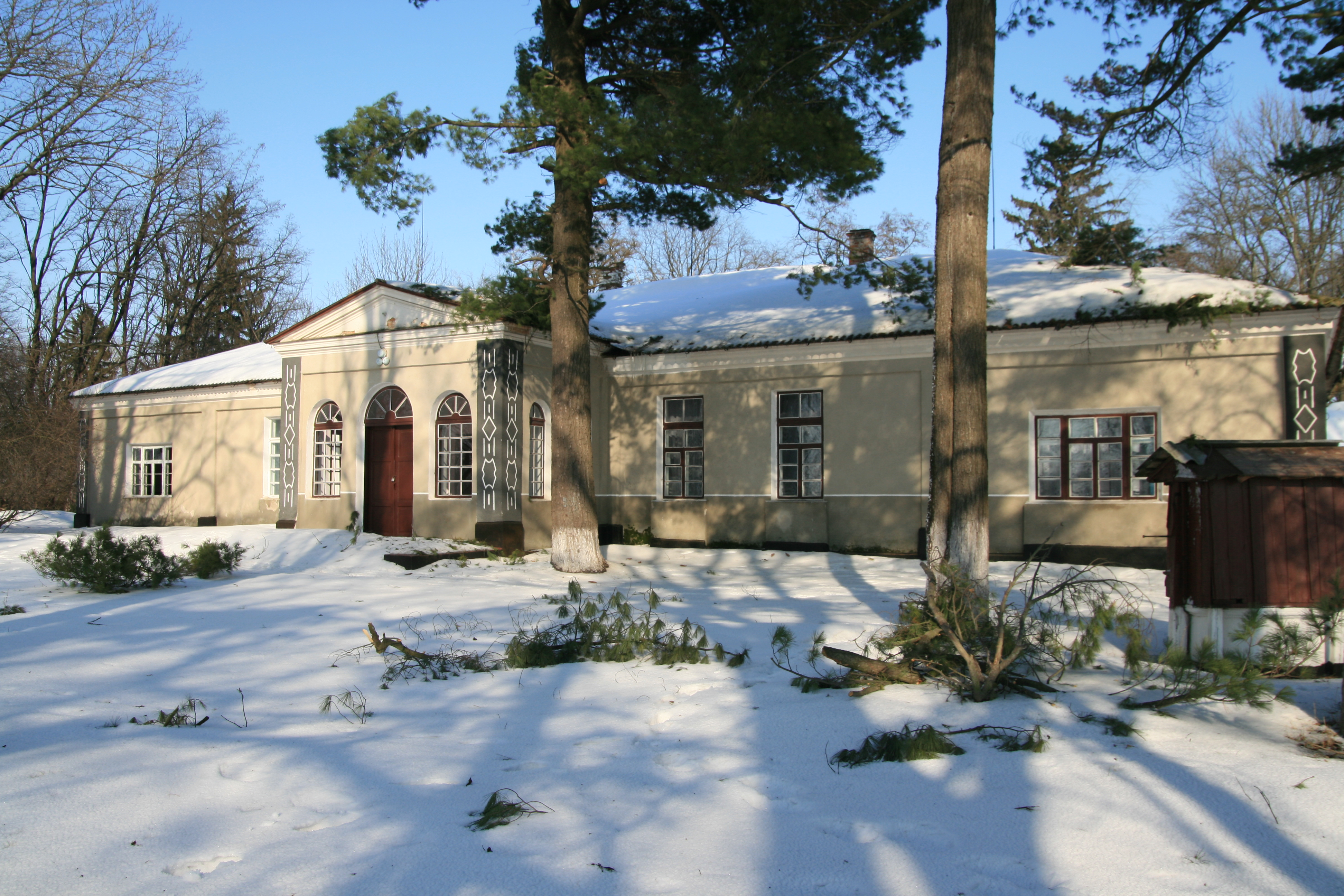

Село Ожегівка було засновано, ймовірно, у середині 18 століття. Напевно, його засновником був відомий місцевий діяч Антоній Ожга. Певний час він був регіментарем Української партії, тобто очолював польські війська на теренах Київського і Брацлавського воєводств. В 1751—1763 роках він згадується як Романівський староста. До Романівського староства належала тоді і Сквирщина. Відомо, що Ожга «ставши обозом на правой стороне реки Сквиры, местечко Сквиру учреждать начал, и на постройку одного, а равно мельниц, изб, винокурен и на опалисадование замка, леса с той стороны и реки Сквиры, принадлежащие к Володарке, насильно рубить и возить велевши, плотину до берегов Володарских на реке Сквире занять и припереть дозволил». Саме за часів Антонія Ожги на Сквирщині було осаджено чимало сіл. З власниками Володарського маєтку Ожга вів тривалий судовий процес. Про ті часи згадував у середині 19 століття Романівський старожил Федько Грива. Був він нащадком козацького роду і йому рід розповідав, що Романівські старости збройною рукою намагалися повернути від Володарщини свої давні землі, що тягнулися до Гострої Могили. Після другого розподілу Речі Посполитої (1793 р.) та адміністративної реформи в Російській імперії (1797) Ожегівка потрапила до складу Таращанського повіту й тому село перевели з парафії Пархомівської церкви до парафії Любчанської церкви св. Іоанна Богослова. «Къ Любчанской церкви причислена деревня Ожеговка, въ 7 ми верстахъ отстоящая и расположена на лђвой сторонђ Таргана поротивъ села Сквирскаго уђзда Пархомовки, лежащаго на правой сторонђ того же ручья. Жителей обоего пола 352; земля песковата. Въ половинђ прошлаго вђка Ожеговка принадлежала Кумановскому, потомъ Браиковскому, потомь поручику польской гвардіи Іосифу Добђшевскому; послђ, по смерти его, женђ его Юліанђ изъ Домбровскихъ, по второму мужу Балло; она одною половиною села, заключающею въ себђ 60 ревизскихъ душъ мужеска пола и 464 десятины земли, раздђлилась съ сыномъ штабъ-ротмистромъ Добђшевскимъ и дочерью Юзефою Собђщанскою; въ другой же полининђ деревни, еще по прежнимъ покупкамъ находятся три помђщика: а) Жураковскій Павелъ … 33—218 г. д. м. п. земли дес. б) Жураковскій Леонъ … 29—218 г. д. м. п. земли дес. в) Перекладовскій Доминикъ … 36—287 г. д. м. п. земли дес. Іосиф Добђшевскій въ 1810 году построилъ въ Ожеговкђ унитскую каплицу, при коей были особые унитскіе священники Грабовскій и Езерскій, совершавшіе въ ней Богослуженіе; но съ возсоединеніемъ уніи со вселенскою церковію, Ожеговская каплица осталась запечатанною, такъ какъ помђщики въ православное вђдомство ее не отдали, а латинствующихъ, кромђ помђщиковъ, въ Ожеговкђ никого нђть».(З книги Л. І. Похилевича «Сказания о населенных местностях Киевской губернии»). Богослужіння в цій каплиці тривало лише до 1839 року, коли на теренах Російської імперії греко-католики прийняли православний обряд. Після смерті Юзефа Добешевського удова по ньому Юліана уроджена Домбровська у другому шлюбі Балло та їх син штабротмістр Добешевський й дочка Юзефа Собещанська володіли лише половиною села. Друга половина вже належала Павлові й Леонові Жураковським та Домініку Перекладовському. Перша половина 19 століття характеризується поселенням експлуатації селян, які платили чинш, виконували численні повинності, визначені інвентарями. Кожен селянин від 15 років до глибокої старості відбував панщину не три дні на тиждень, передбачені царським указом від 5 квітня 1797 року, а працював протягом усього тижня. Внаслідок надмірної панщини і поборів деякі селяни-кріпаки терпіли злидні і змушені були йти на вимушені втечі від своїх господарів. Після селянської реформи 1861 року посилилася диференціація селянства на селі. З'являються як заможні селяни, так і бідняки, які зовсім розорились. У 80-х роках 19 століття у селі було побудовано Покровську церкву, яка з частковою перебудовою є діючою і в наш час (належить до ПЦУ від 2022 року). Про дату побудови храму свідчить напис в напрестольному Євангелії — «Во вновь выстроенную, у селе Ожеговка Таращанского уезда Киевской епархии, деревянную церковь во имя Покрова Пресвятой Богородицы пожертвовал сие св. Евангелие, живущий в подведомой Киево-Печерской Лавры Китаевой пустыни, игумен Илларион Шубин, месяца октября, 15 числа 1884 года».
Після Лютневої революції 1917 року в селі відбулися бурхливі події, пов'язані з перерозподілом майна і землі. Під час громадянської війни у селі, як і по всій Київщині декілька разів мінялася влада, що негативно відбилося на добробуті населення. Село в ті часи було багатонаціональним. Крім корінної нації тут проживало багато поляків і євреїв. В 1910 році в Ожегівці проживало понад 60 євреїв. В червні 1919 року в Ожегівці відбулося чотири єврейських погроми, влаштованих бандами отаманів Лазенюка і Струка; в ході погромів 10 євреїв були поранені, кілька єврейських будинків згоріли. Чергове покращення становища в селі сталося аж в роки НЕПу. З 1923 по 1930 роки село Ожегівка входило до Білоцерківського округу (з 1932 року — Білоцерківського округу Київської області). Під час голодомору 1932—1933 років від голоду в селі померло 237 чоловік.Зі спогадів Адаменко Софії Пилипівни, 1917 року народження: "В 1932 – 1933 роках в нашому селі Ожегівка Володарського району Київської області, був величезний голод, не було ні хліба, ні крупи, ні картоплини, огороди не садили, поля не сіяли. Я з старшими жінками весною 1933 року ходила лопатами копати поле, то в полі в час перепочинку збирали проросле насіння, яке висипалося з колосків, очищали його від землі і їли. Люди вимирали цілими сім’ями, трупи лежали прямо на вулицях, ніхто не за ким не плакав, не було ні сили, ні сліз, всі ходили, як очумілі. З нашої сім’ї з голоду померли мої брати Сидір І Омелько і мій рідний дядько.   В нашому селі був чоловік Лобань Корній, який возом звозив трупи до кладовища, брав на вила і складав у віз. Трупи людей лежали на кладовищі, а як стало тепліше, то зібралися чоловіки з головою села і повкидали ті трупи до загальної ями. Трун не робили, хто з рідні був живий, то замотували або в просиню, або в рядно і так ховали. В селі були випадки людоїдства, обрізали вночі м'ясо з трупів і несли додому, варили і їли, в селі були дві сім’ї такі. Весною і влітку 1933 року, коли підросли бур’яни: лобода, кропива, то пекли млинці з них і їли, я в той час уже ходила до машини, то нам в загальному котлі варили затірку і давали з кусочком хліба в обід, щоб ми могли робити. Цифру, скільки людей померли, сказати не можу, не помню, але що більше половини людей в селі померло, то це так".
Про непоодинокі випадки людоїдства є і інші спогади. За спогадами очевидців, у селі в той час жила жінка, яка обрізала м'ясо з мертвих у братських могилах, робила з нього котлети і носила їх продавати на базар у Янишівку (нині — село Іванівка Білоцерківського району). На території села знаходяться дві братські могили, куди звозили жертв голодомору.
З початком Німецько-радянської війни 1941—1945 років 14 липня 1941 року розпочалася окупація населеного пункту гітлерівськими окупантами.
Зі спогадів Івана Володимировича Лук'яненка, 1929 року народження. «Я з братом відвідував школу, в 1941 році перейшов до 5 класу. 22 червня в неділю батьки пішли на базар, а я забіг до двоюрідного брата слухати радіо. Передавали казку „Конёк-горбунок“. Раптово передача обривається і Молотов повідомляє про напад Німеччини на СРСР. Я швидко примчав додому і повідомив, що почалась війна. Батьки спочатку не повірили, бо знали про існування мирного договору з Німеччиною. А ввечері з Володарки з райкому партії приїхав чоловік, зібрали мітинг і підтвердили, що гітлерівська Німеччина без оголошення війни перейшла наші кордони. Він запевнив, що нас 120 мільйонів і ми обов'язково переможемо. Потім вирішили копати схованки від німецьких літаків і готуватись до жнив. Ми, хлопчаки, були поряд, все питали, які це німці, чи є у них роги, як пишуть у газетах. Спостерігали, як наприкінці села будували вишку, щоб повідомити вчасно про можливий німецький десант. Прийшло розпорядження про евакуацію худоби за Дніпро, виділили погонщиків. Пройшла мобілізація чоловіків 1900—1925 років народження. Пішли і наші брати, батьки. Невдовзі появились біженці — єврейське населення з міста Бердичева. Йшли літні, старі люди, жінки з малими дітьми. Це було страхіття. Знесилені йшли вони через наше село далі. Наші матері зі сльозами проводжали їх, даючи в руки, хто що міг. А війна набирала обертів. Запалали будинки, згорів корівник, критий тік, свинарник, курник з птицею. Залишились лише панська нова комора і конюшня. Надійшов наказ прикопати всі зернові на полі. Вийшли старі чоловіки в поле, раз пройшли боронами по хлібах над дорогою, що веде в сторону Лихачихи. Але тут зупинився біля них броньовик, вийшов військовий з великими зірками на рукавах і звернувся до людей: „Люди, що ви робите? Ми зараз відступаємо, але швидко повернемось. А ви ховайте зерно, щоб німцям не дісталося, збережіть його“. Після цього більше не прикопували зерно, а ховали. Згодом знищили молотарку, комбайн, погнали трактори за Дніпро. Виїхали з села і члени партії з сім'ями (голова колгоспу Глушець, рахівник Наталоха, Завадський і інші). Спалили бухгалтерські книги. Бачив і відступаючих солдатів, в основному бійців з Середньої Азії. Появились і наші тачанки з кулеметами, машини — спереду колеса, а замість задніх коліс гусениці, гармати на кінній тязі. Одну гармату залишили на буряковій плантації. Дерев'яні колеса, на казеннику герб його імператорської величності Санкт-Петербурзького артилерійського заводу. 18 липня уже відходила піхота з росіян і українців. Вранці 19 липня хлопці сказали, що на цвинтарі села стоїть покинутий танк Т-34. Як же могло бути, щоб я там не побував? Начитавшись Островського „Як гартувалася сталь“, переніс увечері всі диски від кулемета з танка до хати, положив у кущах. Але сусід побачив і сказав матері: „Кума! Якщо німці знайдуть патрони, то повісять всю твою сім'ю“. Мати заставила мене все це занести туди де взяв. Але я не виконав її наказу. Викопав яму, наложив соломи, положив туди диски і прикопав. 20 чи 22 липня у Володарці на березі р. Рось розташувалися для оборони загони Червоної армії. Але налетіли німецькі літаки і розбомбили штаб. Поранені коні розбіглися, а солдати йшли, розшукуючи своїх. Останніми пройшли снайпери з гвинтівками СВТ з прицілами . Вони не зупинялися у нас, а прямували на Схід. Наступного дня появилась німецька розвідка — два мотоциклісти. Подивились, розвернулись і поїхали. Того ж дня в бік Умані пролетіли винищувачі. Ми здивувались, що двокрилі „кукурузники“ пішли в бій. Але вони назад не повернулись. З'явились німецькі танки і бронетранспортери. Гриміли 10 днів. Жінки і діти дивились на нахабних окупантів, на техніку з Європи. Йшли велетенські криті машини з солдатами, серед яких були поляки, словаки, італійці, угорці, австрійці та інші. В кожній машині в кабіні навпроти водія були дірки від куль. Тепер солдати показали себе. Вони забрали у нас свиней, курей, живність, а за це, сміючись, давали розписки. Словаки і поляки говорили, що Гітлер обіцяв їм віддати українські землі. Жінок примушували доїти корів у їх присутності, боячись, щоб не отруїли їх. У Володарці з'явився комендант. Він організував у Пархомівці поліцейський кущ на чолі з Горохівським. Це була дуже жорстока людина, яка не знала законів, не мала совісті. Від нього всі ховалися. Люди почали говорити, що нібито німці відпускають полонених, якщо їх викуплять жінки. Наші матері, щоб врятувати їх, брали курей, яйця, хто що мав, йшли до Білої Церкви, де знаходився табір полонених. Там їм вдалося викупити 40 молодих червоноармійців і привести їх у село. Серед них були росіяни, грузин, узбек. У 1942 році появились партизани. Утворився партизанський загін на чолі з лейтенантом Барашковим. Влітку цього ж року під'їхала підвода до комори, де для німців було заготовлено борошно, сало, дві бочки меду і інші продукти. Чотири чоловіки (партизани) з гвинтівками увійшли до комори і всі запаси вивезли, забрали з собою. Так відбулася моя зустріч з партизанами. А взимку 1942-43 рр. вони часто вночі заходили до нас. Одного разу прийшов і Барашков. Розговорилися. Партизани бідкалися, що немає зброї, не вистачає патронів. Тоді я признався, що патрони у нас є, що я їх приніс з танка. Віддав партизанам ще 2 гвинтівки і ручний кулемет, який я з братом ще в 1941 році знайшов у ріпаку. Потім я чув, що партизани зробили засідку на Одеській дорозі і знищили німецьких офіцерів. Про їх дії я мало знаю, але в той час їх поява була світлом надії на нашу перемогу».
У ніч з 31 грудня 1943 року на 1 січня 1944 року територія Ожегівки, як і всього Володарського району була визволена радянськими військовими підрозділами 240 стрілецької дивізії полковника Уманського Т.Ф., 155 стрілецької дивізії полковника Іванчури І.М. Під час Другої світової війни загинув 81 житель села Ожегівка.
Перед Другою світовою війною і після неї в селі діяв колгосп імені Ворошилова. В повоєнні роки, долаючи надзвичайні труднощі, селяни відбудовували зруйноване війною село.
7 липня 1951 року в селі в нерівному бою з працівниками НКВС загинули учасники визвольної боротьби України Віталій Мельник і Володимир Скоренький, члени ОУН, які займались розповсюдженням антирадянської літератури. З 1957 року колгосп імені Ворошилова отримав назву імені 40-річчя Жовтня.
У 1959 році село було електрифіковане, а за п'ять років до того, в 1954 році з'явилось радіомовлення. В середині 60-х у селі було побудовано Будинок культури. З 1 січня 1963 року Володарський район було ліквідовано. Більшість сіл були вилучені до складу Тетіївського району, а села Пархомівка, Тадіївка, Ожегівка — до Ставищенського. Відповідно до Указу Президії Верховної Ради УРСР «Про утворення нових районів Української РСР» від 8 грудня 1966 року в складі Київської області були утворені 5 нових районів (Богуславський, Бородянський, Обухівський, Володарський, Рокитянський). Після цього Ожегівка знову опинилася у складі Володарського району.
У 1974 році колгосп імені 40-річчя Жовтня було приєднано до колгоспу імені Леніна, який знаходився в селі Пархомівка.
В зв'язку з розукрупненням колгоспу імені Леніна в 1988 році в Ожегівці було утворено колгосп «Перемога». В наш час в селі працюють два сільськогосподарські підприємства: фермерське господарство «Відродження» та фермерське господарство «Фермер-філд», працює Будинок культури, бібліотека, пошта.
12 червня 2020 року село увійшло до Володарської селищної громади, до цього органом місцевого самоврядування була Ожегівська сільська рада.
19 липня 2020 року, в результаті адміністративно-територіальної реформи та ліквідації Володарського району, село увійшло до складу Білоцерківського району.

### З історії Ожегівської Свято-Покровської церкви

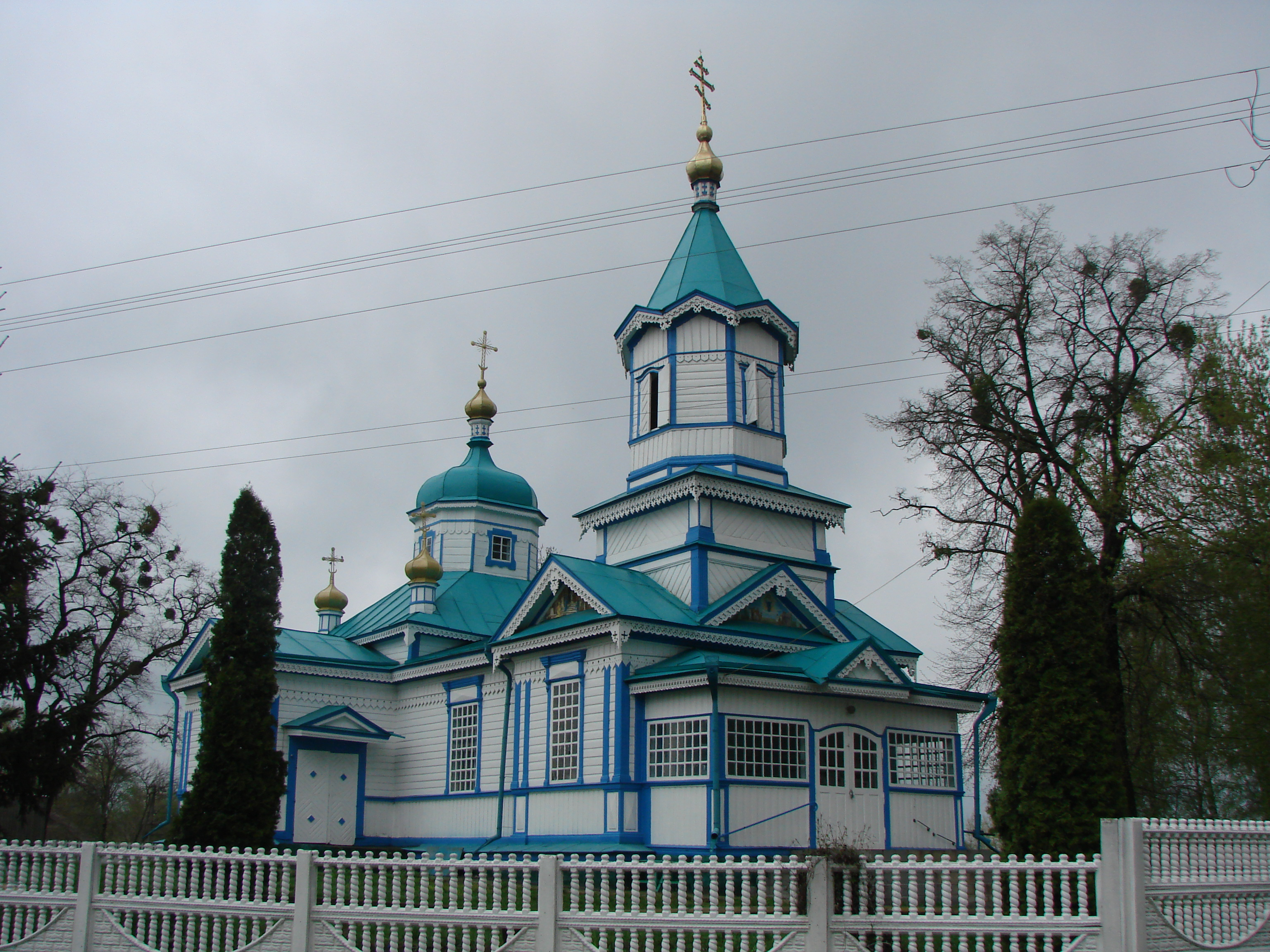
Покровська церква (дер), село Ожегівка

За переказами жителів села, Ожегівська церква почала будуватися з ініціативи місцевого жителя Заїнчуківського Івана. Він ходив збирати гроші по людях, по монастирях. Коли було зібрано певну суму коштів, найняли будівельників, мабуть і архітектора, і побудували церкву. Засновник церкви похоронений на церковній паперті, над його могилою до цього часу стоїть великий чавунний хрест.
Про дату побудови храму свідчить напис в напрестольному Євангелії — «Во вновь выстроенную, у селе Ожеговка Таращанского уезда Киевской епархии, деревянную церковь во имя Покрова Пресвятой Богородицы пожертвовал сие св. Евангелие, живущий в подведомой Киево-Печерской Лавры Китаевой пустыни, игумен Илларион Шубин, месяца октября, 15 числа 1884 года».
Спочатку церква була без дзвіниці. Дзвіницю закінчили будувати в 1906 році. Ця дата вирізьблена в орнаменті кружева над дверима при вході до веранди церкви.
Церква була діючою до 1930 року. Даних про священиків, які служили від освячення і до цієї дати, не залишилось. Пам'ятають, що останнім священиком перед закриттям церкви був отець Олександр Случевський, якого відправили на заслання.
Під час нацистсько-радянської війни, у 1942 році, церкву знову відкрили. Перед цим у приміщенні храму знаходилася колгоспна комора, де зберігалося зерно. Ікони люди позабирали по домівках, хрести з церкви були заховані в самому куполі дзвіниці.
Після відкриття церкви знову все поставили на свої місця. Огорожі церква не мала. Комуністи хотіли спалити церкву, але люди чергували, щоб не дати цього зробити.  Було навіть підвезена  бочка пального, але місцева жителька Федюченко Марія покотила її з горба до ставу.
Першим священиком у воєнні роки був священик Шевченко, ім'я люди не пам'ятають. Служба велася українською мовою.
З 20 серпня 1945 року і до 1949 року служив священик Йосип Карпович Артеменко.
З 06 грудня 1949 року по 1952 рік  служив Володимир Петрович Крупський.
З 15 червня 1952 і до 1956 року священиком був Іван Антонович Славіцький.
З 14 березня 1956 року по 1963 рік — Трифон Євстахієвич Подошик.
З 1963 по 1972 рік службу проводив священик Олександр Петрович Шляхта. Перед великим постом 1972 року він залишив Ожегівку і переїхав жити до Ірпеня, щоб доглядати за хворою мамою.
На  Великодні свята 1972 року службу в церкві проводили різні священики  Тетіївського благочиння, до якого належала і Ожегівська церква. В перервах між службами жителі на свята ходили, їздили до Любчі, Василихи чи Пархомівки.
До цього часу (1972 року) церква знаходилась у дуже запущеному стані. ЇЇ фарбували лише двічі: у 1906 і 1926 роках.
Влітку до Ожегівки прибув учень Ленінградської духовної семінарії Микола Сичевський. Проводив богослужіння, привіз фарбу і двічі храм було пофарбовано зсередини. Взимку, на Святого Миколая, Микола Михайлович Сичевський фактично розпочинає служити в Ожегівській Свято-Покровській церкві. Нині  протоієрей Миколай Сичевський — благочинний Володарського округу Білоцерківської єпархії УПЦ (МП). За часи його служінню Богові і людям у храмі шість разів робили капітальний ремонт, було поставлено бетонну огорожу, 10 разів у церкві проводили архієрейські богослужіння. Після смерті Миколая Сичевського навесні 2019 року храм деякий час залишався без священника. Влітку 2022 року Ожегівська релігійна громада перейшла від УПЦ (МП) під порядкування Православної церкви України.

## Населення

### Мова
Розподіл населення за рідною мовою за даними перепису 2001 року:
| Мова       | Кількість | Відсоток |
| ---------- | --------- | -------- |
| українська | 434       | 97.09%   |
| російська  | 13        | 2.91%    |
| Усього     | 447       | 100%     |

## Відомі люди
В селі народився науковець, письменник Возний Петро Андрійович